# کورت اسوانستروم
کورت اسوانستروم (سوئدی: Kurt Svanström; ۲۴ مارس ۱۹۱۵ – ۱۶ ژانویهٔ ۱۹۹۶) بازیکن فوتبال اهل سوئد بود.
وی همچنین در تیم ملی فوتبال سوئد بازی کرده‌است.